# Cyathocotyle bushiensis
Cyathocotyle bushiensis är en plattmaskart. Cyathocotyle bushiensis ingår i släktet Cyathocotyle och familjen Cyathocotylidae. Inga underarter finns listade i Catalogue of Life.